# 忠义街

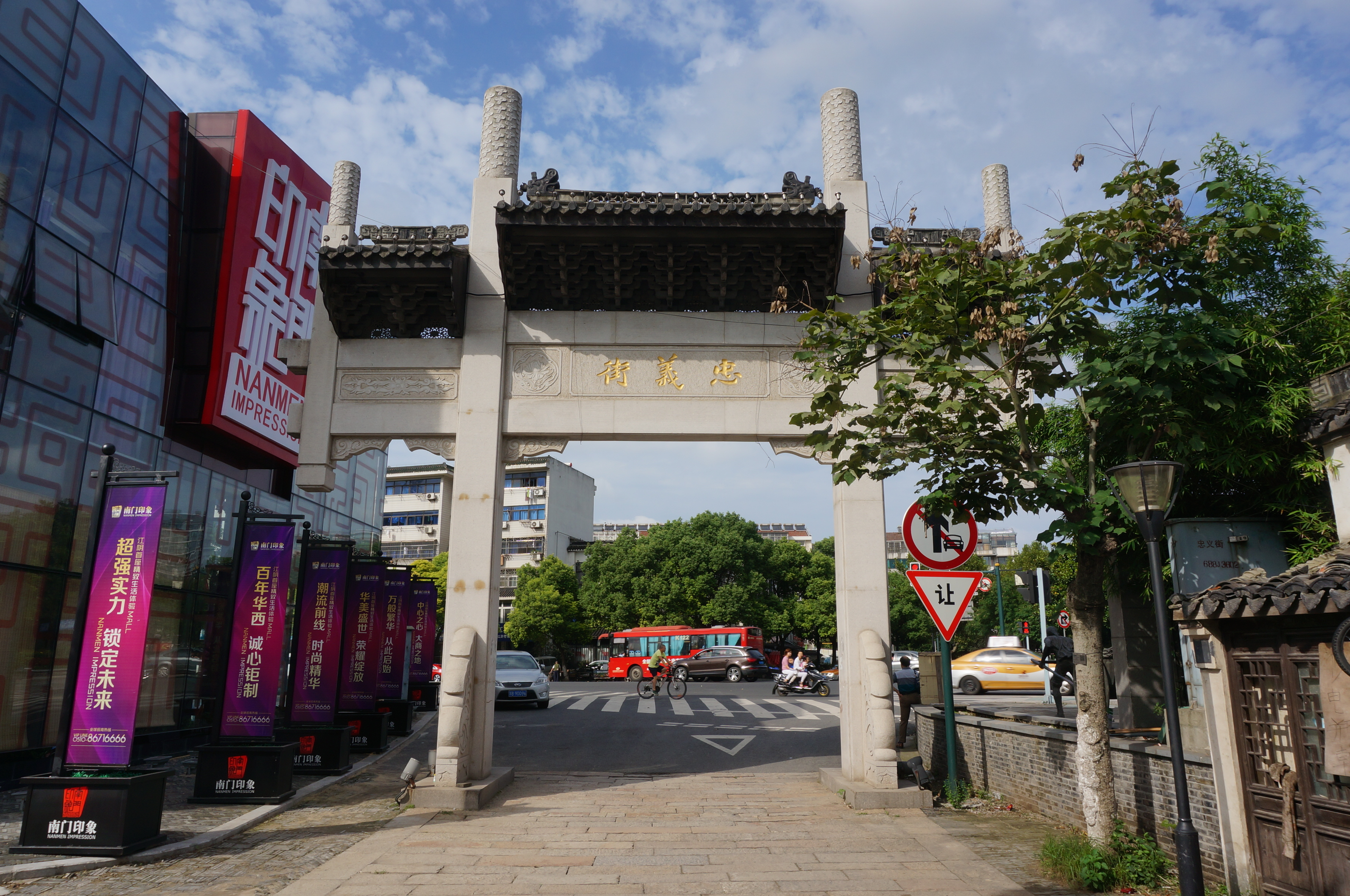
忠义街北端牌坊，2016年10月

忠义街为位于中国江苏省无锡江阴市澄江街道、原江阴县城南门朝宗门外的一条南北向街道，北起平冠桥，南至八字桥，全长680米，以之为主体的南门忠义街历史文化街区为江阴两大历史文化街区之一。此街明代称南门街，清代称河西街，民国后改称南外大街，抗战胜利后又改称忠义路，1949年后改今名。历史上曾见证了江阴民众抗倭、抗清和抗日等重要事件。

## 主要建筑
- 江阴市苏东坡纪念馆（忠义街156号）